# 어린 왕자 박물관

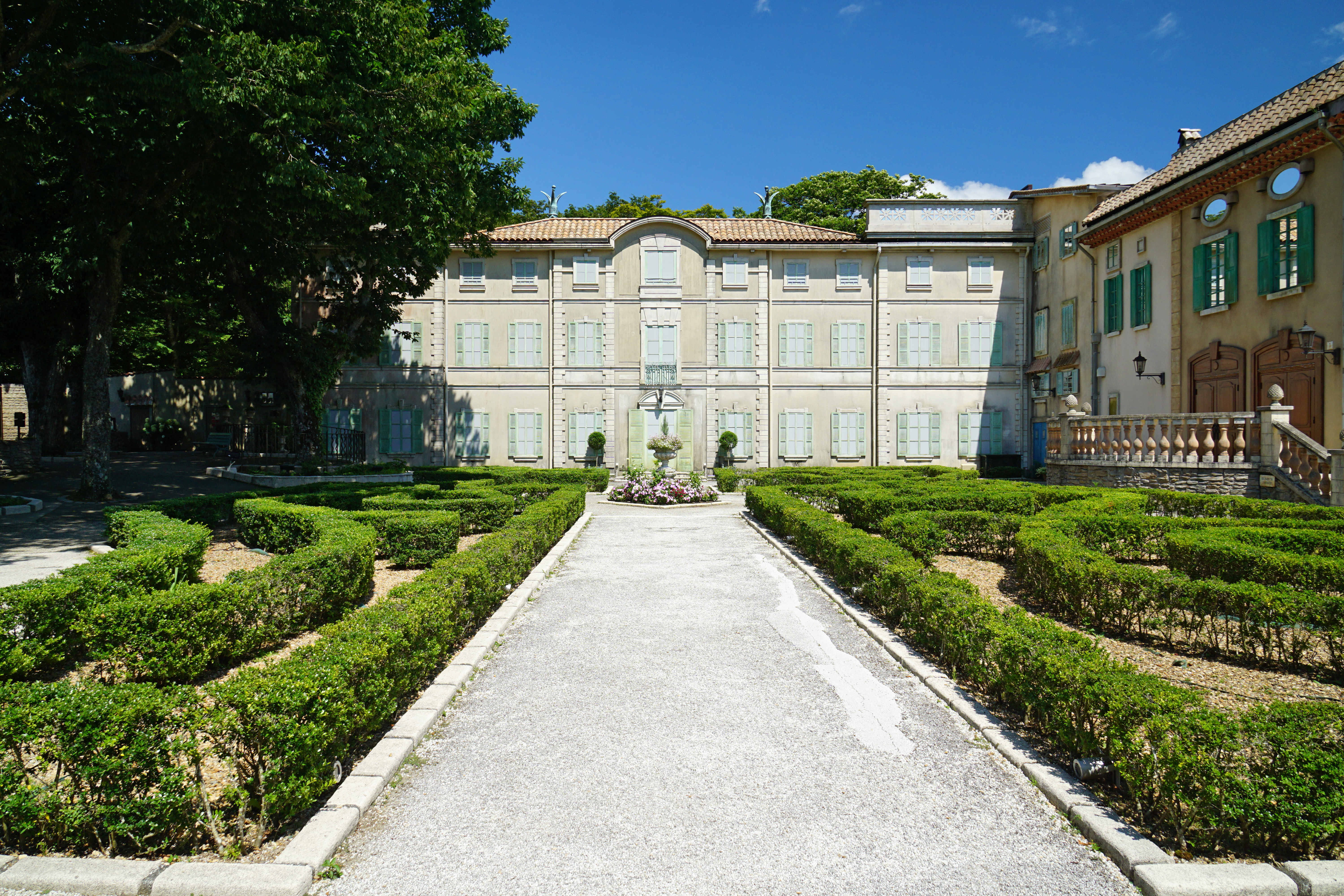
어린 왕자 박물관

어린 왕자 박물관(일본어: 星の王子さまミュージアム 호시노오지사마 뮤지아무[*])은 일본 가나가와현 하코네정 센고쿠하라에 있었던 박물관으로, 《어린 왕자》와 그 저자인 앙투안 드 생텍쥐페리를 테마로 한 것이다. 운영은 주식회사 TBS 텔레비전 사무국 및 주식회사 TBS 트라이미디어가 했었다.